# Figlie del Divin Salvatore (Buenos Aires)
Le Figlie del Divin Salvatore (in spagnolo Hijas del Divino Salvador) sono un istituto religioso femminile di diritto pontificio: le suore di questa congregazione pospongono al loro nome la sigla H.D.S.

## Storia
Le origini della congregazione risalgono al 1795, quando María Antonia de Paz y Figueroa fondò a Buenos Aires un beaterio per promuovere gli esercizi spirituali secondo il metodo di sant'Ignazio di Loyola.
Nel 1860 l'arcivescovo di Buenos Aires, Mariano José de Escalada, diede alla comunità un primo regolamento e nel 1878 il suo successore, Federico León Aneiros, introdusse tra le beate della casa di esercizi la vita comune e l'osservanza dei tre voti di religione; le suore nel 1895 si dotarono di nuovi statuti e adottarono il nome di Figlie del Divin Salvatore.
L'istituto ricevette il pontificio decreto di lode il 19 maggio 1933 e le sue costituzioni furono approvate definitivamente dalla Santa Sede il 26 gennaio 1942.
La beatificazione della fondatrice, in religione madre Maria Antonia di San Giuseppe, fu approvata da papa Francesco nel 2016.

## Attività e diffusione
Le religiose si dedicano all'opera degli esercizi spirituali, all'educazione della gioventù e alla preservazione delle pericolanti.
La sede generalizia è a Buenos Aires.
Nel 2003 la congregazione contava 27 religiose in 8 case.